# Terminologia Anatomica
Terminologia Anatomica (TA) — международная классификация и стандарт анатомической номенклатуры человека, пришедшие на смену Nomina Anatomica.
Была разработана, адаптирована и опубликована в 1998 году совместным усилиями Федеративного комитета по анатомической терминологии (FCAT) и Международной федерации ассоциаций анатомов (IFAA). Содержит терминологическую информацию для около 7500 анатомических структур человека.
В апреле 2011 года была опубликовано онлайн Федеральной Международной Программой по Анатомической терминологии (Federative International Programme on Anatomical Terminologies (FIPAT), the successor of FCAT FIPAT), которая является преемником FCAT.
Официальный вариант данной терминологии существует только на латинском и английском языках. В то же время развиваются и национальные варианты TA, например, французская, польская, японская и др. Список русских анатомических терминов для Terminologia Anatomica был подготовлен комиссией, назначенной Министерством здравоохранения РФ, одобрен терминологической комиссией Президиума РАМН и утвержден в качестве официального IV Всероссийским съездом анатомов, гистологов и эмбриологов (Ижевск, 1999).

## Категории
1. A01: Общая анатомия (anatomia generalis)
2. A02: Кости (ossa)
3. A03: Суставы (juncturae)
4. A04: Мышцы (musculi)
5. A05: Пищеварительная система (systema digestorium)
6. A06: Дыхательная система (systema respiratorium)
7. A07: Грудная полость (cavitas thoracis)
8. A08: Мочевыделительная система (systema urinarium)
9. A09: Половая система (systemata genitalia)
10. A10: Брюшная полость (cavitas abdominis et pelvis)
11. A11: Эндокринные железы (glandulae endocrinae)
12. A12: Сердечно-сосудистая система (systema cardiovasculare)
13. A13: Лимфатическая система (systema lymphoideum)
14. A14: Нервная система (systema nervosum)
15. A15: Органы чувств (organa sensuum)
16. A16: Кожа и покровы (integumentum commune)